# 统一工人社会党 (阿根廷)
统一工人社会党（西班牙語：Patido Socialista de los Trabajadores Unificado，缩写为PSTU）是阿根廷的一个托洛茨基主义政党。该党成立于2011年，由两个托派组织合并而成。该党支持工人左翼阵线。该党是国际工人联盟—第四国际的支部。